# Мордкін Михайло Михайлович
Миха́йло Миха́йлович Мо́рдкін (9 (21) грудня 1880, Москва — 15 липня 1944, Міллбрук, округ Дачесс, штат Нью-Йорк) — російський артист балету, балетмейстер і педагог.

## Життєпис
1899 — закінчив Московське театральне училище (викладач В. Тихомиров).
1900—1918 — соліст балету Большого театру (Москва).
1918—1922 — працював у Києві.
1918 — поставив танцювальні номери у виставах «Молодого театру» Леся Курбаса.
1919 — головний балетмейстер Київського оперного театру «Музична драма», в якому поставив балет «Азіаде» («Арабські ночі») Гютеля (в ролі Шейха — Лесь Курбас), «Жізель» А. Адана. Поставив танці в оперних виставах «Утоплена» М. Лисенка, «Галька» С. Монюшка.
1919 — в Театрі Української Радянської Республіки поставив хореографію в «Фуенте овехуна» Лопе де Вега.
1923 року виїхав за кордон, від 1924 проживав в США, де мав власну балетну трупу «Балет Мордкіна» (від 1926) та власну балетну школу.

## Партії
- Зигфрід, Дезіре («Лебедине озеро», «Спляча красуня» П. Чайковського)
- Солод, Базиль («Баядерка», «Дон Кіхот» Л. Мінкуса)
- Мато («Саламбо» А. Арендса)
- Альберт («Жізель» А. Адана)
- Жан де Брієн («Раймонда» О. Глазунова)